# Ilha do Rei Guilherme

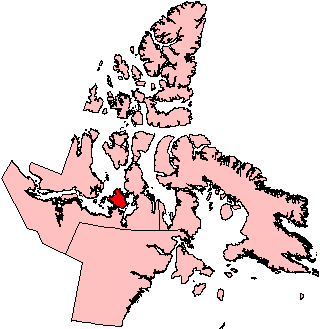
Ilha do Rei Guilherme, Nunavut

A Ilha do Rei Guilherme (em francês:  île du Roi-Guillaume, em inglês:  King William Island) é uma ilha do Arquipélago Ártico Canadiano, com a área de 13 111 km², o que a torna a 61.ª maior do mundo e a 15.ª maior do Canadá. Tem cerca de 1.349 habitantes (2021), concentrados totalmente em Gjoa Haven, a única povoação habitada da ilha.
Está separada da península de Boothia pelo estreito de James Ross e pelo estreito de Rae. A oeste, o estreito Victoria separa-a da ilha Victoria; a sul, o estreito de Simpson separa-a da península Adelaide; e a sudoeste está o golfo da Rainha Maud.
A ilha foi ocupada ou frequentada durante muito tempo pelos inuit. Foi descoberta pelos navegadores europeus durante tentativas de encontrar a Passagem do Noroeste. Recebeu o seu nome, dado em 1830 pelo explorador John Ross, em homenagem ao rei Guilherme IV do Reino Unido. Muitos exploradores polares, em busca da Passagem do Noroeste, passaram invernos na ilha.